# Professional'nyj Basketbol'nyj klub CSKA 2008-2009
Questa voce raccoglie le informazioni riguardanti il Professional'nyj Basketbol'nyj klub CSKA nelle competizioni ufficiali della stagione 2008-2009.

## Stagione
La stagione 2008-2009 del Professional'nyj Basketbol'nyj klub CSKA è la 18ª nel massimo campionato russo di pallacanestro, la Professional'naya basketbol'naya liga.

## Roster
Aggiornato al 7 dicembre 2021
| CSKA Mosca 2008-09 | CSKA Mosca 2008-09 |
| Giocatori          | Staff tecnico      |
| ------------------ | ------------------ |

| N. | Naz.                                       | Ruolo | Nome               | Anno | Alt.   | Peso   |  |
| -- | ------------------------------------------ | ----- | ------------------ | ---- | ------ | ------ |  |
| 6  | Grecia (bandiera)                          | PG    | Nikos Zīsīs        | 1983 | 196 cm | 90 kg  |  |
| 7  | Russia (bandiera)                          | AP    | Viktor Kejru       | 1984 | 200 cm | 102 kg |  |
| 8  | Slovenia (bandiera)                        | AG    | Matjaž Smodiš (C)  | 1979 | 205 cm | 115 kg |  |
| 9  | Lituania (bandiera)                        | AP    | Ramūnas Šiškauskas | 1978 | 198 cm | 100 kg |  |
| 10 | Stati Uniti (bandiera) · Russia (bandiera) | P     | J.R. Holden        | 1976 | 185 cm | 84 kg  |  |
| 11 | Russia (bandiera)                          | G     | Denis Polochin     | 1990 | 195 cm | 80 kg  |  |
| 12 | Slovenia (bandiera)                        | C     | Erazem Lorbek      | 1984 | 208 cm | 110 kg |  |
| 14 | Russia (bandiera)                          | C     | Aleksej Savrasenko | 1979 | 215 cm | 120 kg |  |
| 15 | Russia (bandiera)                          | C     | Artëm Zabelin      | 1988 | 215 cm | 109 kg |  |
| 20 | Russia (bandiera)                          | AG    | Andrej Voroncevič  | 1987 | 205 cm | 104 kg |  |
| 20 | Russia (bandiera)                          | C     | Ivan Neljubov      | 1988 | 206 cm | 110 kg |  |
| 21 | Stati Uniti (bandiera)                     | G     | Trajan Langdon     | 1976 | 192 cm | 95 kg  |  |
| 23 | Russia (bandiera)                          | G     | Aleksej Šved       | 1988 | 198 cm | 86 kg  |  |
| 23 | Russia (bandiera)                          | A     | Maksim Zacharov    | 1989 | 199 cm |        |  |
| 24 | Russia (bandiera)                          | C     | Saša Kaun          | 1985 | 212 cm | 111 kg |  |
| 31 | Russia (bandiera)                          | AG    | Viktor Chrjapa     | 1982 | 204 cm | 101 kg |  |
| 34 | Croazia (bandiera)                         | G     | Zoran Planinić     | 1982 | 200 cm | 88 kg  |  |
| 44 | Stati Uniti (bandiera)                     | AC    | Terence Morris     | 1979 | 206 cm | 100 kg |  |

| Allenatore                                                                              |
| - Ettore Messina                                                                        |
| Assistente/i                                                                            |
| - Emanuele Molin - Dmitrij Šakulin Legenda - (C) Capitano - (IN) Inattivo - Infortunato |

## Mercato

### Sessione estiva
| Acquisti | Acquisti        | Acquisti         | Acquisti      | Acquisti |
| R.a      | Nome            | da               | Modalità      |          |
| -------- | --------------- | ---------------- | ------------- | -------- |
| C        | Erazem Lorbek   | Virtus Roma      | definitivo    |          |
| G        | Zoran Planinić  | Saski Baskonia   | definitivo    |          |
| AP       | Viktor Kejru    | UNICS Kazan'     | definitivo    |          |
| C        | Saša Kaun       | Kansas Jayhawks  | definitivo    |          |
| AC       | Terence Morris  | Maccabi Tel Aviv | definitivo    |          |
| AG       | Nikita Kurbanov | UNICS Kazan'     | fine prestito |          |

| Cessioni | Cessioni              | Cessioni             | Cessioni          | Cessioni |
| R.       | Nome                  | a                    | Modalità          |          |
| -------- | --------------------- | -------------------- | ----------------- | -------- |
| C        | Anatolij Kaširov      | Sptk. S. Pietroburgo | fine contratto    |          |
| P        | Theodōros Papaloukas  | Olympiakos           | opzione di uscita |          |
| C        | Tomas Van Den Spiegel | Free agent           | fine contratto    |          |
| G        | Zachar Pašutin        | Sptk. S. Pietroburgo | fine contratto    |          |
| AG       | Marcus Goree          | Zenit S. Pietroburgo | fine contratto    |          |
| C        | David Andersen        | Barcellona           | fine contratto    |          |
| AG       | Nikita Kurbanov       | Sptk. S. Pietroburgo | prestito          |          |
| GA       | Anton Ponkrašov       | Chimki               | rinnovo prestito  |          |

### Dopo l'inizio della stagione
| Acquisti | Acquisti | Acquisti | Acquisti | Acquisti |
| R.       | Nome     | da       | Data     | Modalità |
| -------- | -------- | -------- | -------- | -------- |

| Cessioni | Cessioni           | Cessioni             | Cessioni        | Cessioni |
| R.       | Nome               | a                    | Data            | Modalità |
| -------- | ------------------ | -------------------- | --------------- | -------- |
| C        | Aleksej Savrasenko | Sptk. S. Pietroburgo | 17 gennaio 2009 | prestito |